# Formula di Koide
La formula di Koide enuncia una inaspettata relazione tra i valori delle masse dei leptoni carichi, scoperta da Yoshio Koide nel 1981. 
Sebbene il significato fisico sotteso sia ancora avvolto dal mistero, la relazione tra le masse dei tre leptoni dotati di carica è così accurata da essere in grado di prevedere la massa del tauone.

## Formula
La formula di Koide è:
{\displaystyle Q={\frac {m_{e}+m_{\mu }+m_{\tau }}{({\sqrt {m_{e}}}+{\sqrt {m_{\mu }}}+{\sqrt {m_{\tau }}})^{2}}}}
Sostituendo i valori delle masse dei leptoni: me=0,510998910 MeV/c2, mμ=105,658367 MeV/c2 e mτ=1776,84 MeV/c2, si ottiene
{\displaystyle Q={\frac {2}{3}}-7,3\cdot 10^{-6}.}

### Ulteriori letture
- A. Rivero e A. Gsponer, The strange formula of Dr. Koide, 2005, arXiv:hep-ph/0505220.